# Pireneitega bidens
Pireneitega bidens är en spindelart som först beskrevs av Lodovico di Caporiacco 1935.  Pireneitega bidens ingår i släktet Pireneitega och familjen mörkerspindlar. Inga underarter finns listade i Catalogue of Life.